# Fahnenstangenwasser

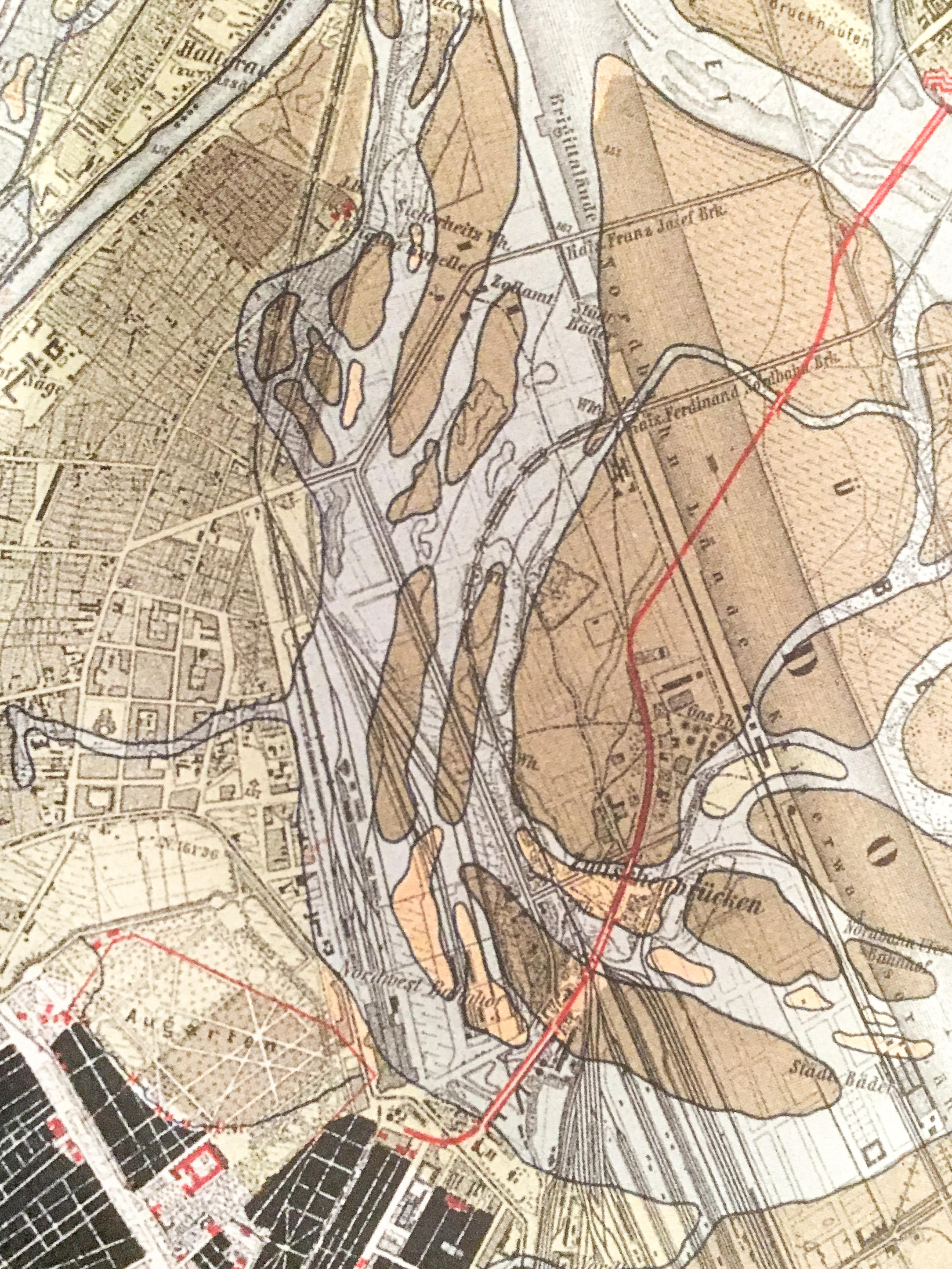
Fahnenstangenwasser (links) um 1683 (mit Stadtplan von 1883)

Das Fahnenstangenwasser in Wien war ein Flussarm der noch unregulierten Donau im Bereich der heutigen Gemeindebezirke Leopoldstadt und Brigittenau. Der Donauarm, ein früherer Hauptarm, der nach und nach verlandete, bestand von der ersten Hälfte des 17. Jahrhunderts bis zur Donauregulierung Mitte des 19. Jahrhunderts. Er floss an der nordöstlichen Mauer des Augartens vorbei.

## Geschichte

### Entstanden im Donau-Hochwasser

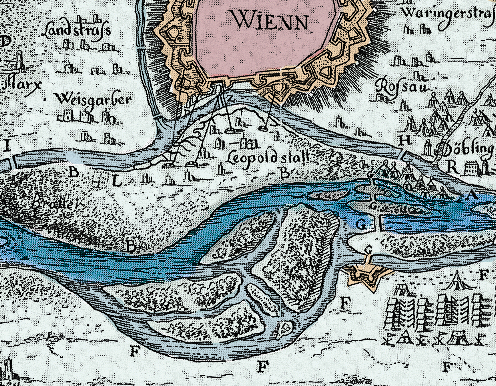
Fahnenstangenwasser um 1683 als größter Donauarm

Der Name Fahnenstangenwasser geht auf die dort aufgestellten Fahnenstangen zurück. Kaiser Joseph I. erließ 1707 als Landesherr des Erzherzogtums Österreich unter der Enns aufgrund des Holzmangels eine Brennholzverordnung, bei der Lagerplätze und deren Markierung vorgeschrieben wurde. Die gehissten Fahnen zeigten den Schiffen und Flößen mit Brennholz die Anlegestellen und gleichzeitig den Bewohnern der Stadt, dass Holz verfügbar ist. Der Namenszusatz Wasser war bei der Benennung rascher fließender Wasserläufe üblich. Die Notwendigkeit von Fahnenstangen verweist auf das Problem, das die Wiener seit dem Mittelalter mit der Donau hatten. Trotz unterschiedlicher Gegenmaßnahmen entfernte sich der Fluss und damit der wichtigste Transportweg bei jedem Hochwasser weiter vom Stadtzentrum. Die wirtschaftlich bedeutendste Zeit des Fahnenstangenwassers als wasserstarker Donauarm waren die Jahrzehnte um die Zweite Wiener Türkenbelagerung von 1683. Der Verlauf folgte zu dieser Zeit etwa der von der heutigen Donau kommenden Nordwestbahn, dem Nordwestbahnhof und einer starken Krümmung weiter Richtung Praterstern und Kaisermühlen.
In der Rekonstruktion des Donauverlaufs bei Wien für 1527 existierte das Fahnenstangenwasser noch nicht. Auch um 1570 gab es noch einen sehr mächtigen Donauarm, den Taborarm, der, von der Spittelau kommend, entlang der späteren Wallensteinstraße Richtung Kagran floss, also fast im rechten Winkel zum Fahnenstangenwasser. In der ersten Hälfte des 17. Jahrhunderts dürfte sich das Fahnenstangenwasser bei einem Hochwasser aus dem Wolfarm gebildet haben. Die Flusslandschaft erlebte in der Zeit starke Veränderungen.
1654 bekam Graf Johann Trautson vom dominierenden Grundeigentümer der Wiener Donauauen, dem Stift Klosterneuburg, in der Nähe des Mauthauses am Tabor am Fahnenstangenwasser ein größeres Grundstück als Leibgedinge. Auf diesem inszenierte sein Sohn, der Diplomat Graf Paul Sixt II. Trautson zu Falkenstein (1635–1678), am 6. September 1671 ein außerordentlich teures Fest für den Kaiser. Allein das Mittagsmahl kostete 8000 Gulden (eine durchschnittliche Familie hatte damals 6 Gulden im Monat). Mit mehreren extra für dieses Fest gebauten kleinen Schiffen und Kulissen am Ufer des Fahnenstangenwassers wurde die Eroberung der Festung Akkon durch Leopold V. im Dritten Kreuzzug inszeniert. Anlass war die Vertreibung der Wiener Juden 1670. An der Stelle der Synagoge war die Leopoldskirche erbaut worden, die an diesem Tage eingeweiht wurde.

### Wasserstraße für Schwertransporte
Um 1704 war das Fahnenstangenwasser der Hauptarm der Donau bei Wien. Das in ähnlicher Richtung fließende Kaiserwasser war noch deutlich kleiner.
Um 1720 war das Fahnenstangenwasser etwa gleich mächtig wie ein weiter östlich liegender Nebenarm im Bereich der heutigen Alten Donau. Der der Stadt am nächsten liegende und kleinste Arm war der Wiener Arm, der seit damals als Donaukanal bezeichnet wird. Das Fahnenstangenwasser floss in einem Bogen nach Westen ähnlich dem Donaukanal zur Stadt. Sein westlichster Punkt war die östliche Augartenmauer etwa bei der späteren Nordwestbahnstraße. Die Brigittakapelle lag zu dieser Zeit an einem kleinen Nebenarm des Fahnenstangenwassers. Ab 1715 gab es im unteren Teil des Fahnenstangenwassers eine Werft zum Bau von Kriegsschiffen. Mit Holz aus dem Wienerwald wurden von ausländischen Konstrukteuren Schiffe für den Kampf gegen die Türken gebaut. Über das Schicksal der drei teuren und mächtigen Schiffe mit bis zu 60 Kanonen ist nichts bekannt. 1737 wurden wieder vier große Schiffe gebaut, die bereits bei der Abfahrt aus Wien im unteren Prater auf Sandbänke aufliefen.

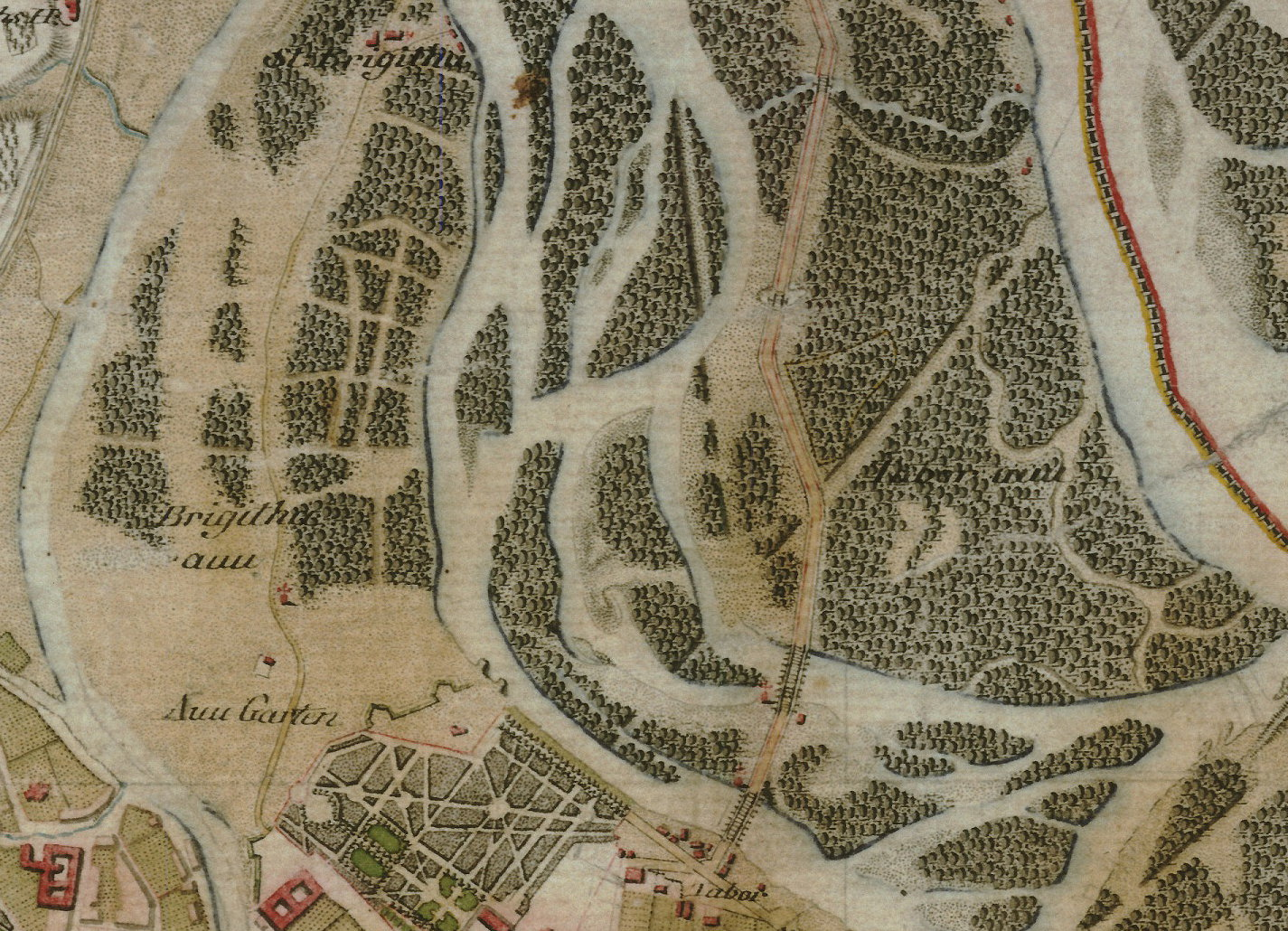
Um 1764 als kleinerer Donauarm

Vor 1726 verlagerte sich die Sinuskurve des Arms wieder leicht nach Süden und erodierte Flächen der Leopoldstadt (damals Unterer Werd). Die letzten Reste des Taborarms, ein 10–15 m breites Altwasser, sowie weitere neue Flächen wurden in den Augarten integriert. Schutzmaßnahmen gegen Kanalwanderung und Erosion des Augartens wurden notwendig. Die nördlichste Allee des Augartens parallel zur Wasnergasse trägt noch heute den Namen „Am Damm“.
In der Zeit bis 1760 beginnt der allmähliche Rückzug der Donau aus der Flussbiegung im Augarten; der nördliche, gerade Hauptarm gewann an Durchflusskapazität. Der Prozess verlief aber langsamer als 150–200 Jahre früher beim Taborarm.
Auf den Karten der Josephinischen Landesaufnahme um 1764 verlief das Fahnenstangenwasser entlang der nordöstlichen Seite des Augartens. Aufgrund klimatischer Änderungen und großflächiger Landnutzungsänderungen kam es zwischen 1768 und 1789 zu insgesamt 36 Überschwemmungen, sieben davon schwer.
Aufgrund der Hochwassergefahr und weil Kaiser Joseph II. den Prater leichter zugänglich machen wollte, wurde 1780 der Fugbach zugeschüttet, ein schmaler Nebenarm, der das Fahnenstangenwasser mit dem Donaukanal verband. Im Fahnenstangenwasser entstanden zu dieser Zeit neue Inseln und Kiesbänke. Die Flussrekonstruktion für die 1770er Jahre zeigt, dass das Fahnenstangenwasser an Größe verloren hatte und nun kein Hauptarm mehr war.
In den Jahren nach dem schwersten Hochwasser, der sogenannten Allerheiligengieß von 1787, wurden alle an das Fahnenstangenwasser angrenzenden besiedelten Gebiete durch Deiche geschützt. In den folgenden Jahrzehnten wurden die Bemühungen um die weitere Verlandung des Fahnenstangenwassers entlang der besiedelten Gebiete fortgesetzt.

### Freizeitgelände, später Zuschüttung
Auf der Karte von Roscher von 1806 entspricht die linke Seite der späteren Nordwestbahnstraße etwa dem Ufer des Fahnenstangenwassers. Der Augarten lag noch immer direkt am Donauufer. Am Tabor, etwa bei der Johannes-Nepomuk-Kapelle, gab es ein „Kaltes Donau Baad“, auf der Höhe der Adolf-Gstöttner-Gasse ein weiteres Flussbad. Spätestens zu dieser Zeit begann die Nutzung als Freizeitgelände. Etwa auf der Höhe der Waldmüllergasse stand in einem kleinen Nebenarm noch eine Schiffmühle. 1817 war das Fahnenstangenwasser nur mehr ein kleinerer Nebenarm ohne Zufluss.
Eine Karte von 1821 zeigt die zunehmende Verlandung des Fahnenstangenwassers. Es war nur mehr ein stehendes Gewässer und hatte donauaufwärts keinen Zufluss mehr. Es begann etwa auf der Höhe der späteren Wasnergasse.

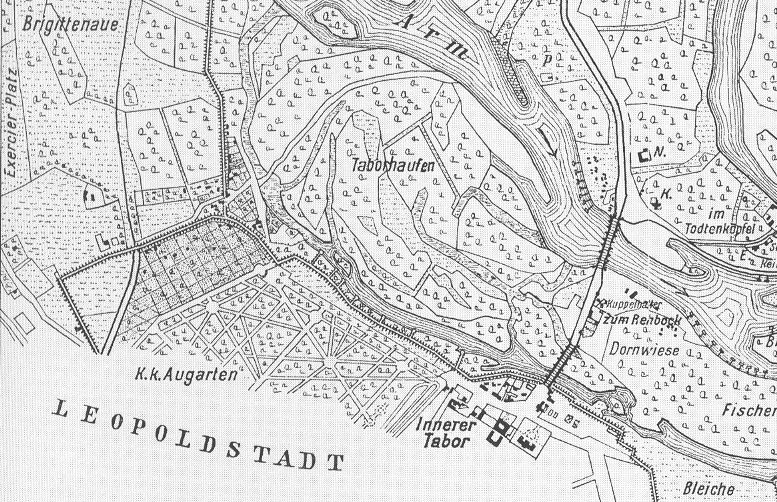
1821 in der Verlandungsphase

In der Taborstraße begann die Fernstraße nach Böhmen, die durch die Hochwässer im Laufe der Jahrhunderte ihren Verlauf wechseln musste. Gleich nach dem Mauthaus am Tabor (heute noch bestehend, ebenso wie die Verkehrsfläche Am Tabor), unweit der (heute versetzten) Johannes-Nepomuk-Kapelle, stand die Kleine Taborbrücke, über die die Straße auf die Insel Im Durchlauf und von dort weiter über die Große Taborbrücke nach Floridsdorf führte. Das Gebiet um das Fahnenstangenwasser lag außerhalb der Verzehrungssteuerlinie und war daher steuerlich begünstigt. Bald nach der Kleinen Taborbrücke bestanden die Vergnügungsstätte Universum und Ausflugsgaststätten. Die Gegend war aber auch für illegale Hundekämpfe reicher Industriellensöhne aus dem Seidengrund bekannt.

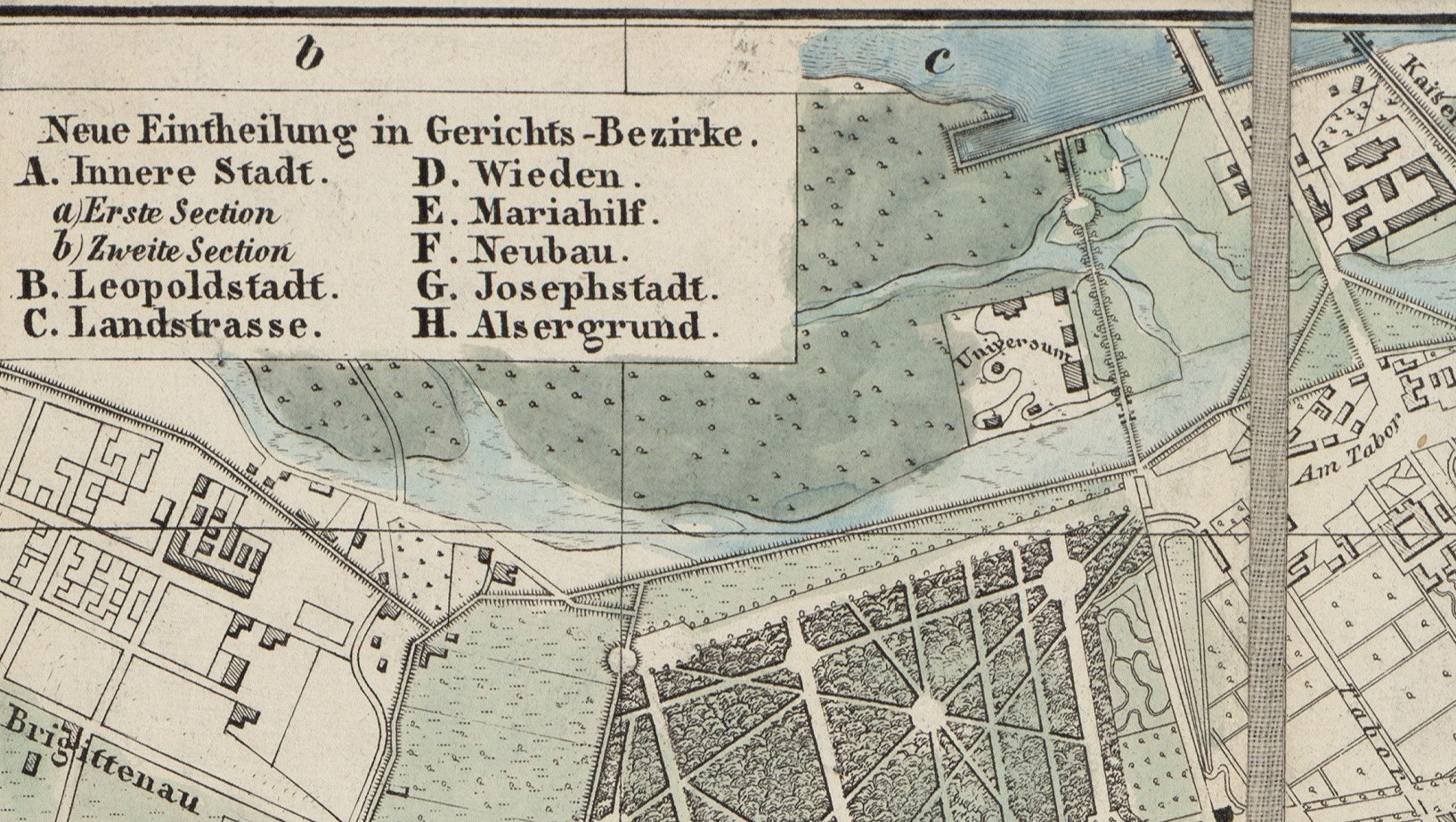
1852 Fahnenstangenwasser und Universum

1811 wurde von der Regierung des Kronlandes Österreich unter der Enns, des heutigen Niederösterreich, am Fahnenstangenwasser „an einem abgelegenen und doch nicht zu weit von der Stadt entfernten Ort“ oberhalb „der Wirtshäuser“ eine öffentliche Badestelle eingerichtet. Damit könnte die Gegend unweit der Kleinen Taborbrücke gemeint sein. Der Bereich war mit Pfählen gekennzeichnet, mit Seilen gesichert und von einem Polizisten bewacht. „An dieser bezeichneten Stelle allein ist es dem männlichen Geschlecht erlaubt, sich zu baden.“
Von 1813 bis zur Zuschüttung 1874 gab es am unteren Fahnenstangenwasser die Alte k.k. Militär- und Zivil-Schwimmschule. Der Anlass zur Einrichtung der Militärschwimmschulen war der Umstand, dass während der Schlacht bei Aspern 1809 bei den Kämpfen in den Donauauen der Lobau außergewöhnlich viele Soldaten starben, weil sie Nichtschwimmer waren. Die Schwimmschule lag außerhalb des damaligen Stadtgebiets im Prater nordöstlich des heutigen Pratersterns in der mittleren Lassallestraße, die bis 1876 als „Stadtgut“ oder „Schwimmschulallee“ bezeichnet wurde. Die Schwimmschule befand sich zwischen zwei Dammspornen konstruiert aus Holzpontons, die im Winter abgebaut wurden. Gab es keine Benutzung durch das Militär, konnten männliche Zivilisten schwimmen lernen. An Sonntagen durften Frauen gegen Entrichtung einer Eintrittsgebühr den schwimmenden Männern zusehen. Die „Abschlussprüfung“ war die Durchquerung des Fahnenstangenwassers. In der Nähe des Militärschwimmbads etablierte sich schon vor 1846 „Herbaczek’s Bad und Damenschwimmschule im Fahnenstangenwasser“.
Für den Bau des Nordbahnhofes wurde der Flussarm im Jahr 1838 teilweise zugeschüttet. Nach 1849 wurden die vorhandenen Reste des Fahnenstangenwassers zugunsten des Ausbaus des Nordbahnhofs und zugunsten des 1870 begonnenen Baues des Nordwestbahnhofs sukzessive beseitigt. Nach Florian Pasetti gab es 1864 nur mehr einige Tümpel in der Rauscherstraße. Eine ausführliche Arbeit in englischer Sprache, die Wiens Interaktion mit der Donau über etwa 200 Jahre hinweg beleuchtet, zeigt mit Lageplänen Ausbreitung und Zurückdrängung des Fahnenstangenwassers von 1700 bis 1900.
1850 wurde die Gegend in das Gebiet der Stadt Wien aufgenommen, und zwar in den neuen 2. Bezirk. Mit der Donauregulierung von 1870 bis 1875, die auch vorgenommen wurde, um Überschwemmungen und Eisstöße zu vermeiden, stand genug Material zur Verfügung, um verbliebene Altarme wie das Kaiserwasser, einen Seitenarm, der aus dem gewundenen Fahnenstangenwasser stammte, aufzufüllen. Ein Rest des Kaiserwassers hat sich unter diesem Namen bis heute als Seitenarm der Alten Donau im heutigen 22. Bezirk nahe der Wagramer Straße erhalten.